# موزه پرا
موزه پِرا (به ترکی استانبولی: Pera Müzesi) یک موزه هنری است که در استانبول، ترکیه واقع شده‌است. این موزه در سال ۲۰۰۵ میلادی توسط سونا و اینان کوچ تأسیس شد. این موزه توجه خاصی به آثار نقاشی مرتبط با نگارگری عثمانی، هنر شرق‌شناسی در سده ۱۹ میلادی و آثار برجستهٔ مرتبط با کاشی و سرامیک چینی دارد.
موزه پرا به شماره ۶۵ خیابان مشروطیت و در منطقهٔ بی‌اوغلو واقع شده‌است.

## نگارخانه

مربی لاک‌پشت ۱۹۰۶ م. اثر عثمان حمدی‌بیگ
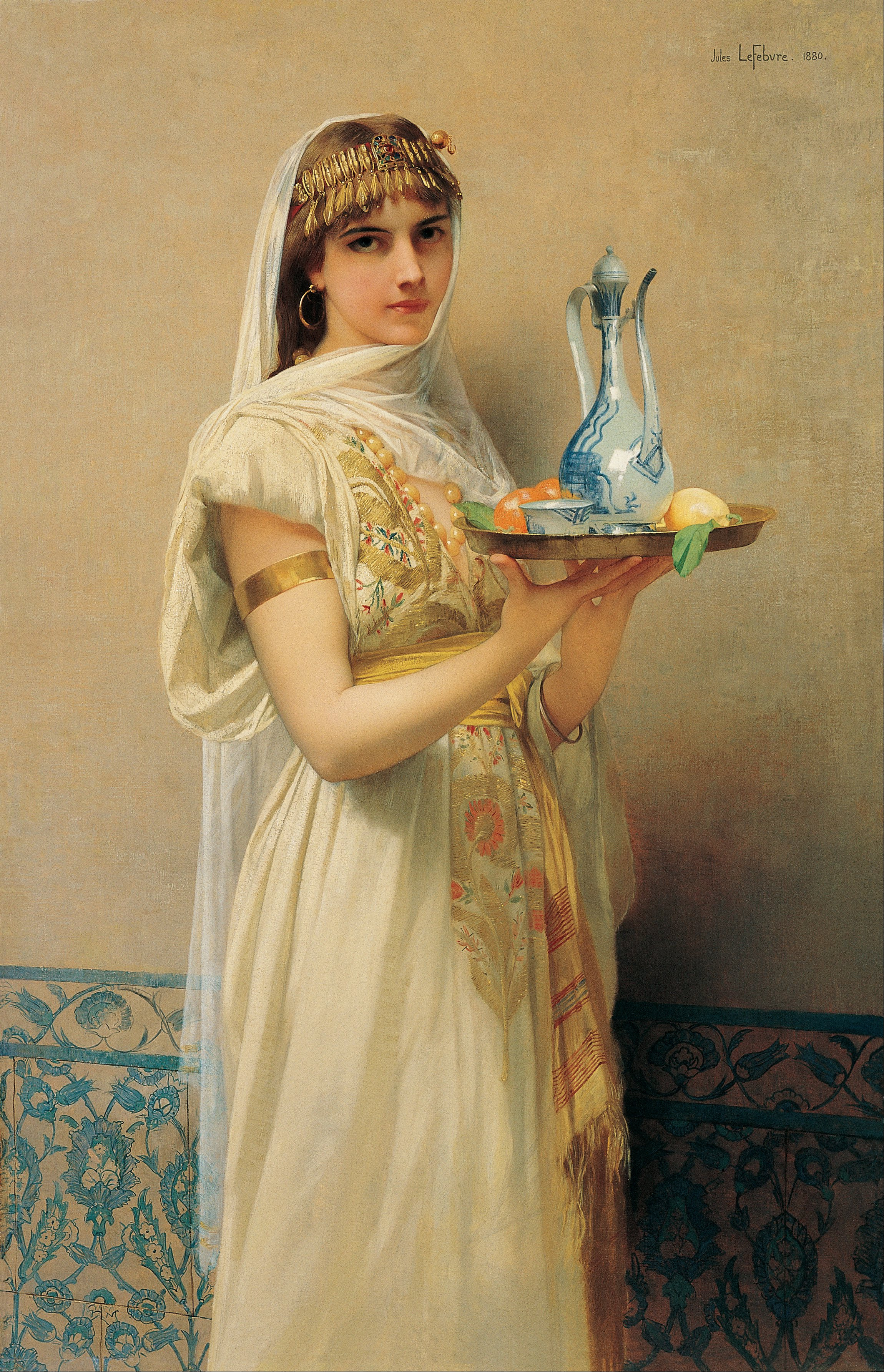
خدمتکار ۱۸۸۰ م. اثر ژول لوفور
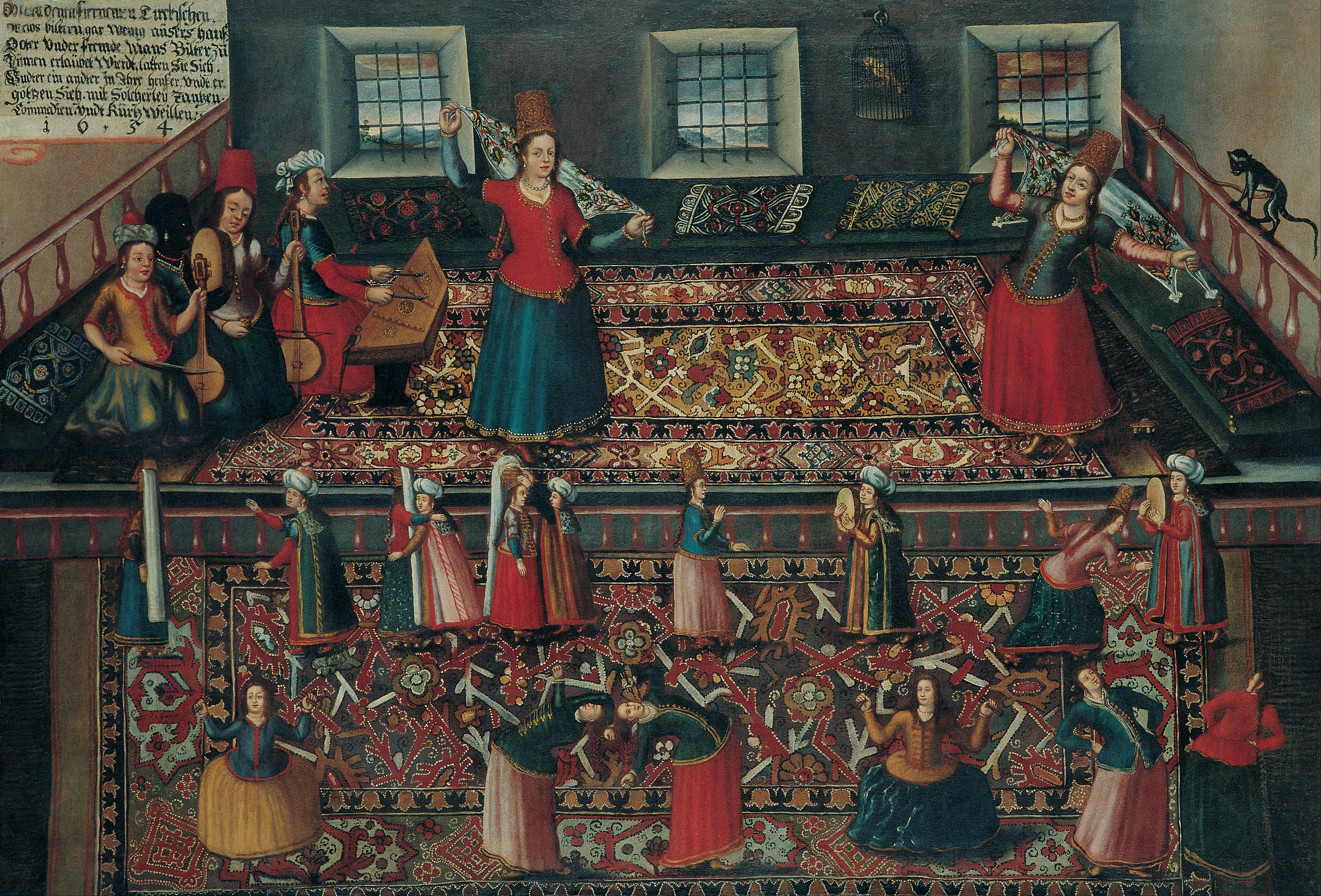
بزم در حرم کاخ توپ‌قاپی ۱۶۵۲ م. اثر فرانتز هرمان
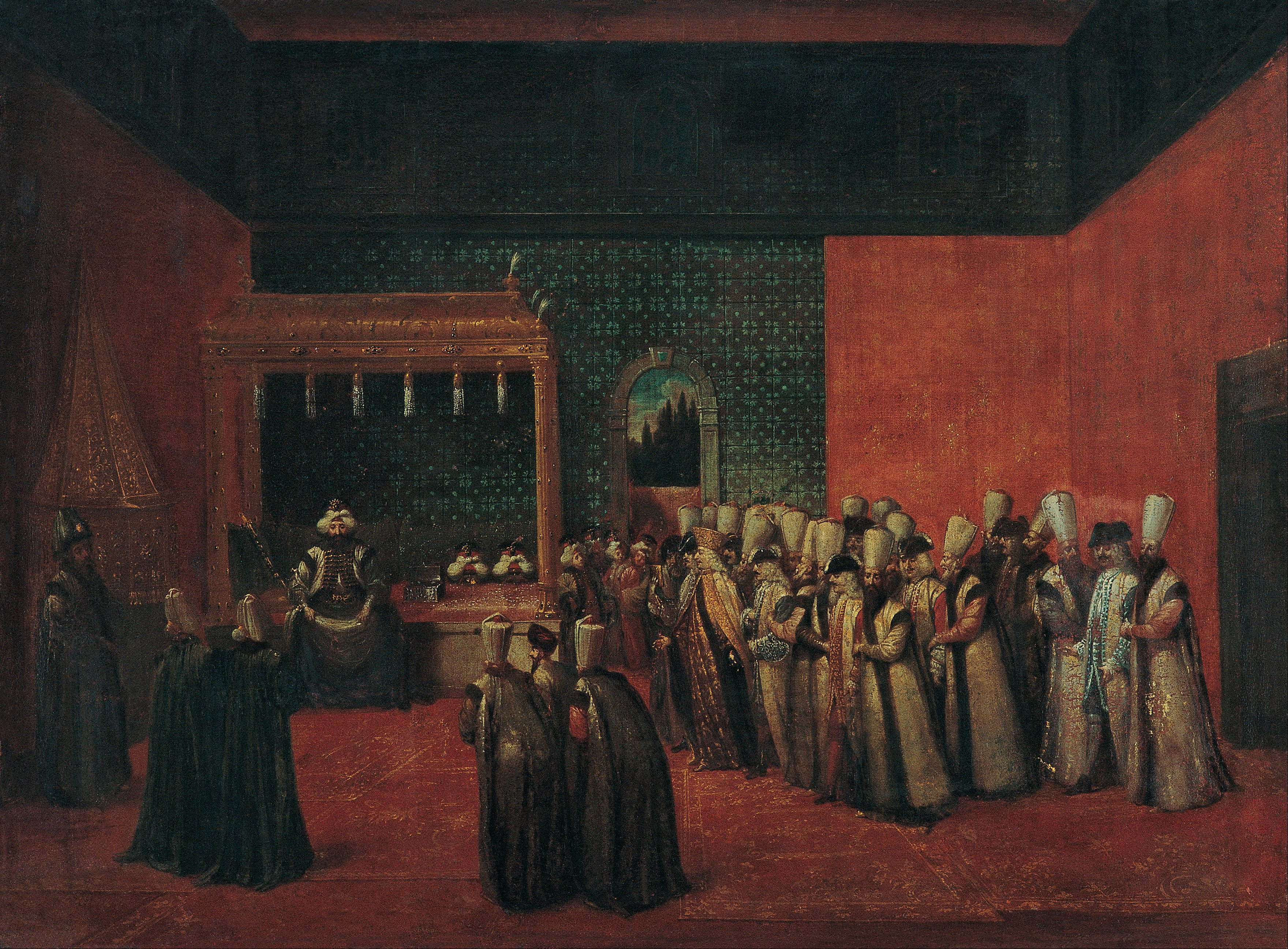
پذیرش سفرای اروپایی به حضور سُلطان احمد سوم در کاخ توپ‌قاپی اثر ژان باپتیست ونمور
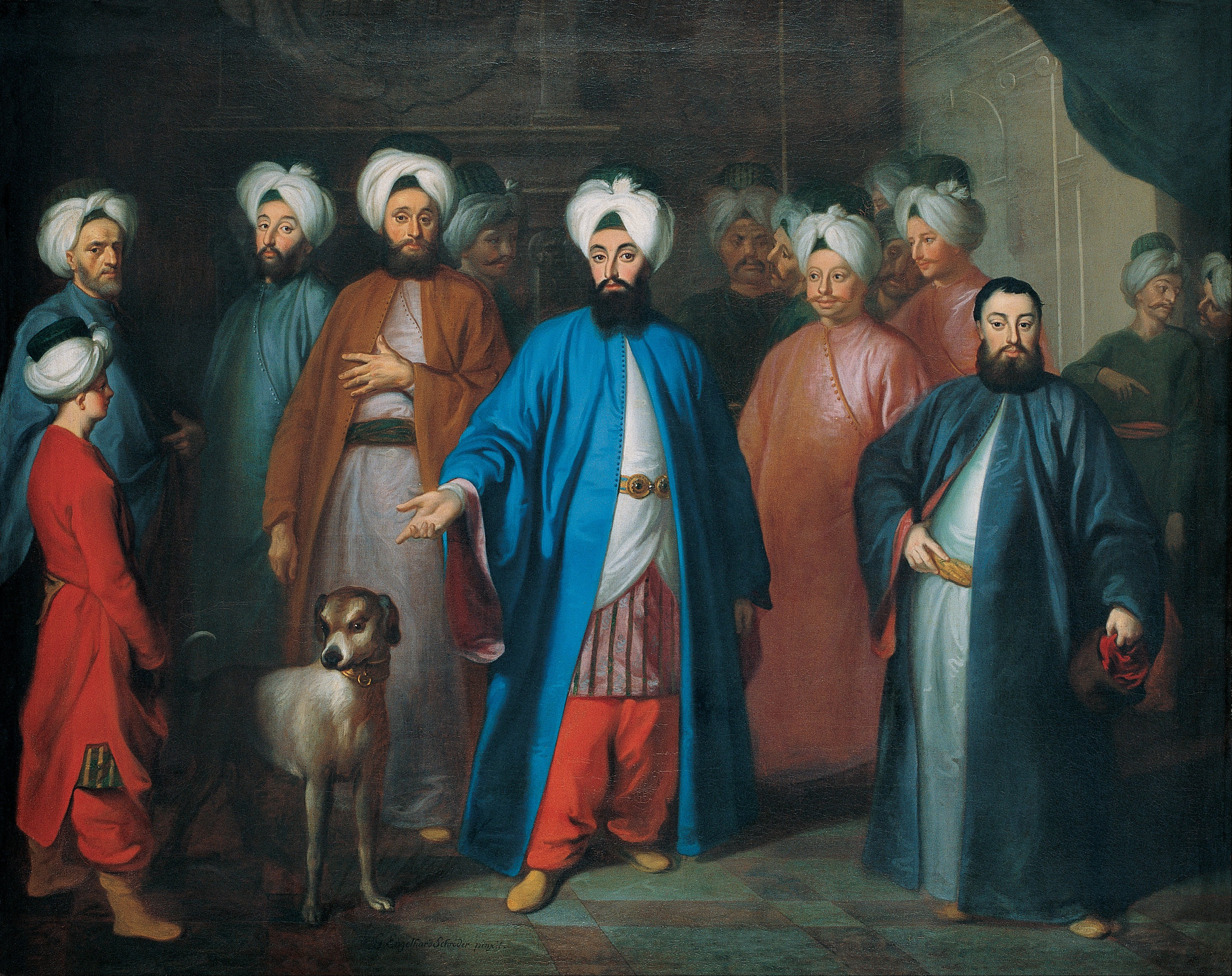
پُرترهٔ محمد سعید پاشا و ملازمان اثر گروگ اِنگل‌هارد شرودر
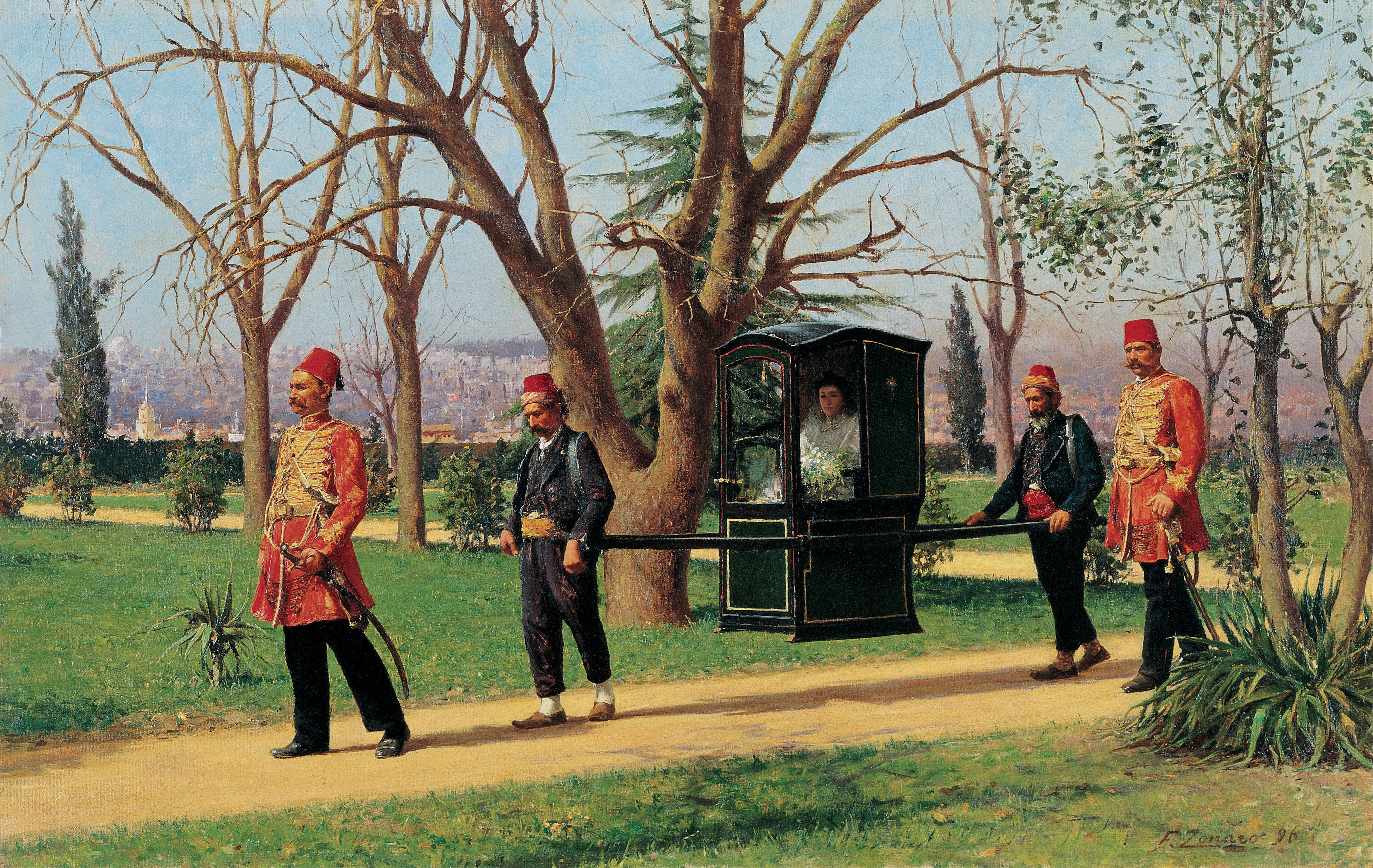
دختر سفیر بریتانیا نشسته بر تخت روان اثر فائوستو زونارو
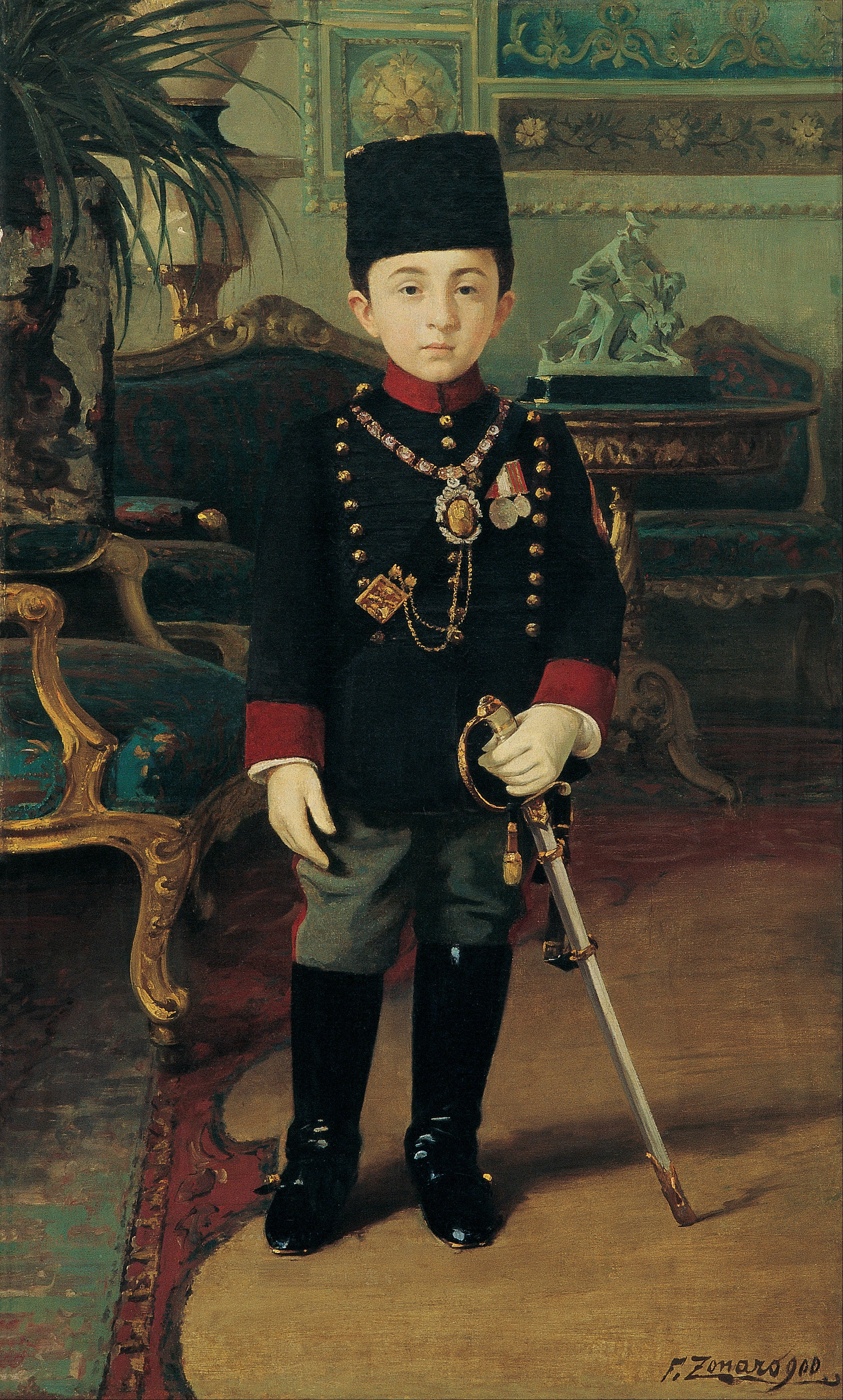
پُرترهٔ شاهزادهٔ عثمانی اثر فائوستو زونارو
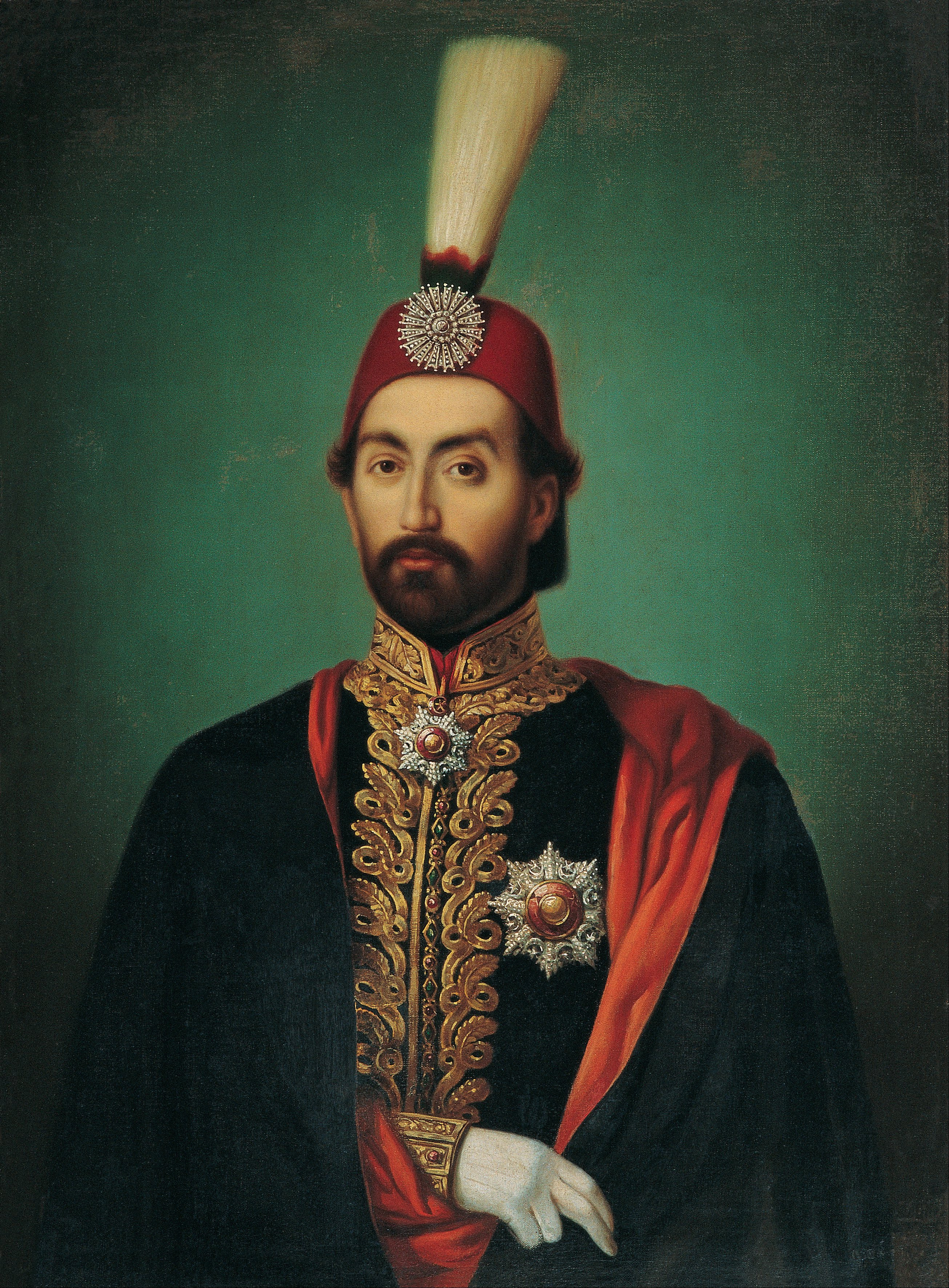
پرترهٔ عبدالمجید یکم هنرمند نامعلوم
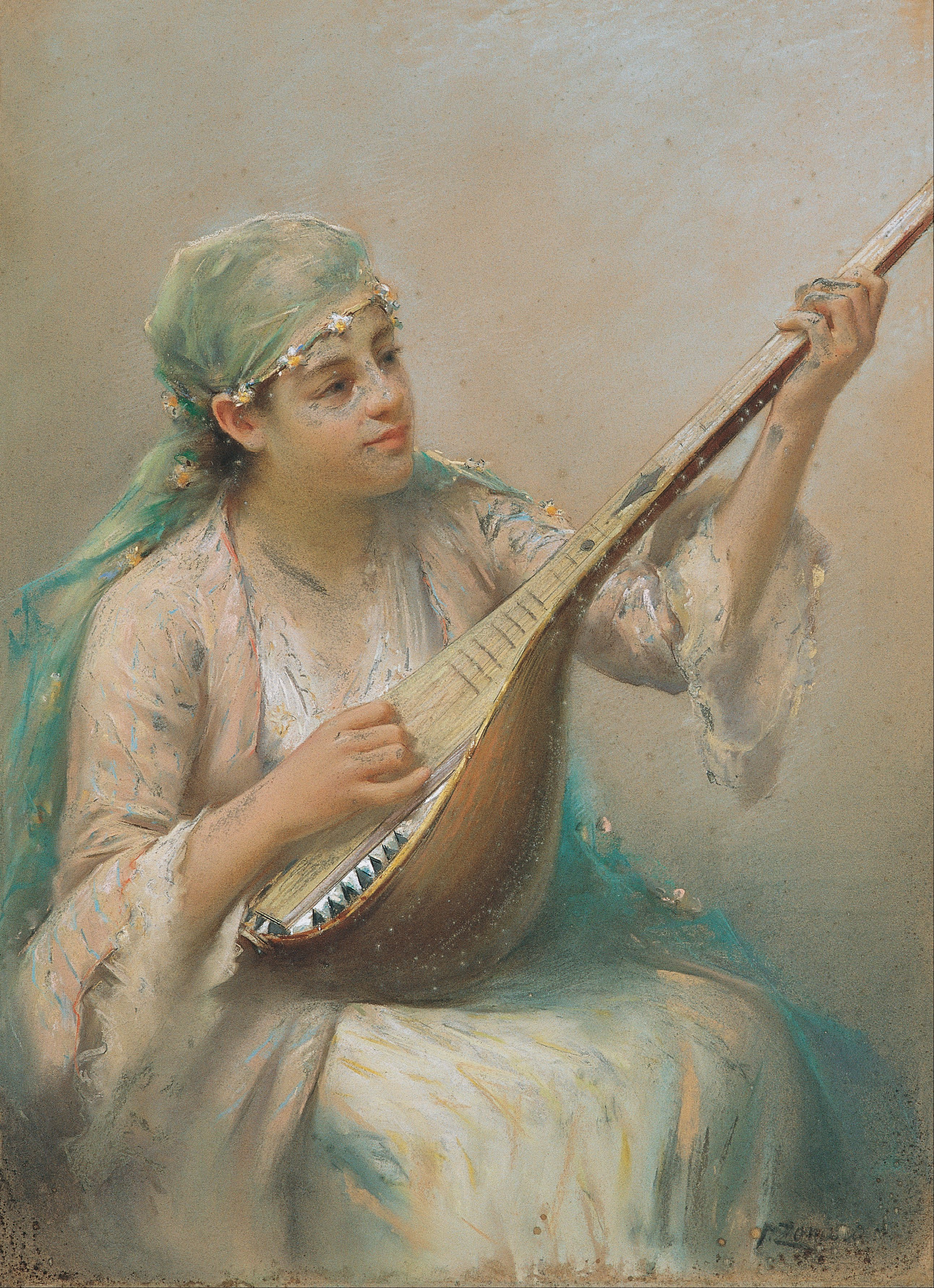
دختر تارنواز اثر فائوستو زونارو
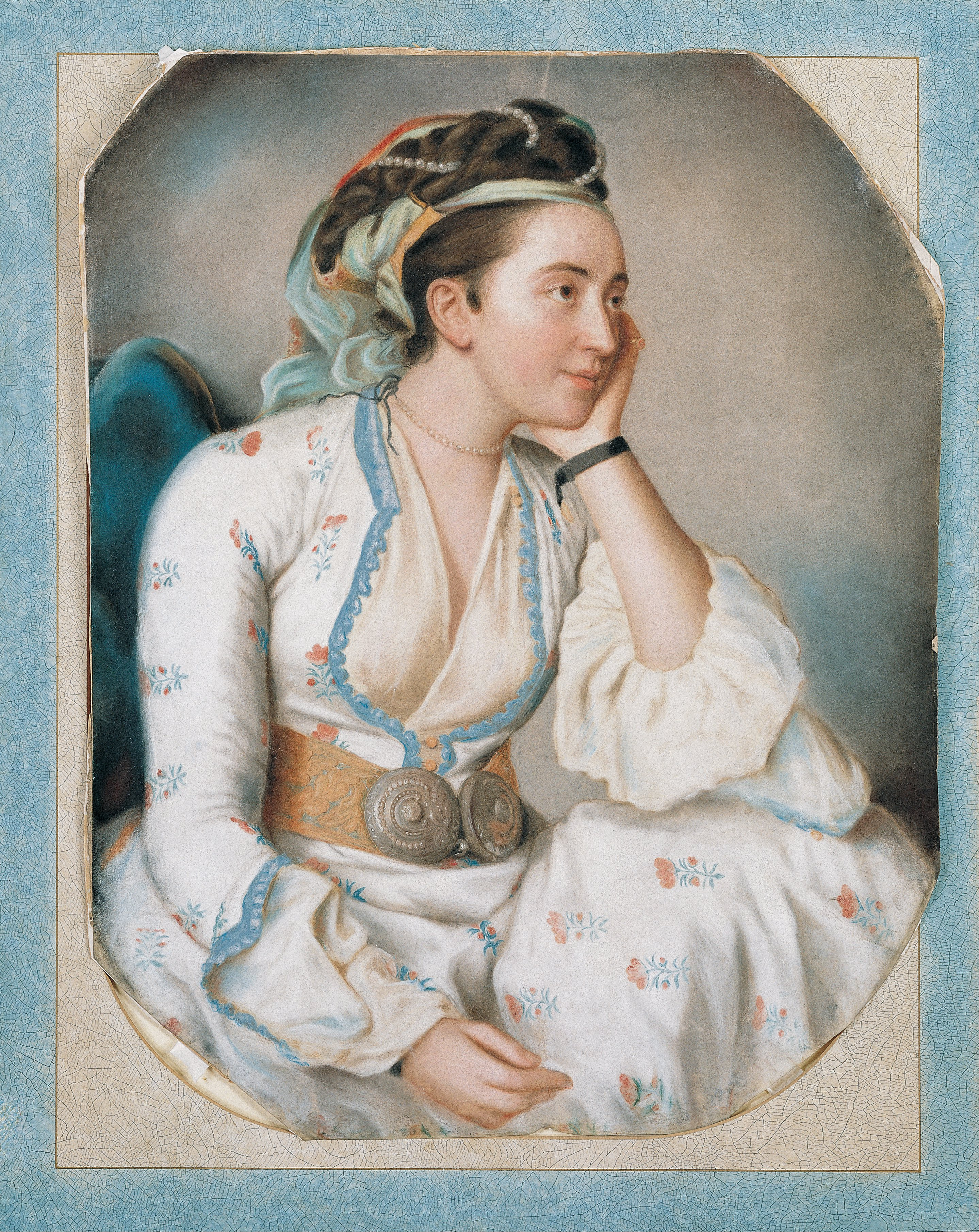
دختری با لباس ترکی نیمهٔ سده ۱۸ م. اثر ژان-اتین لیوتار
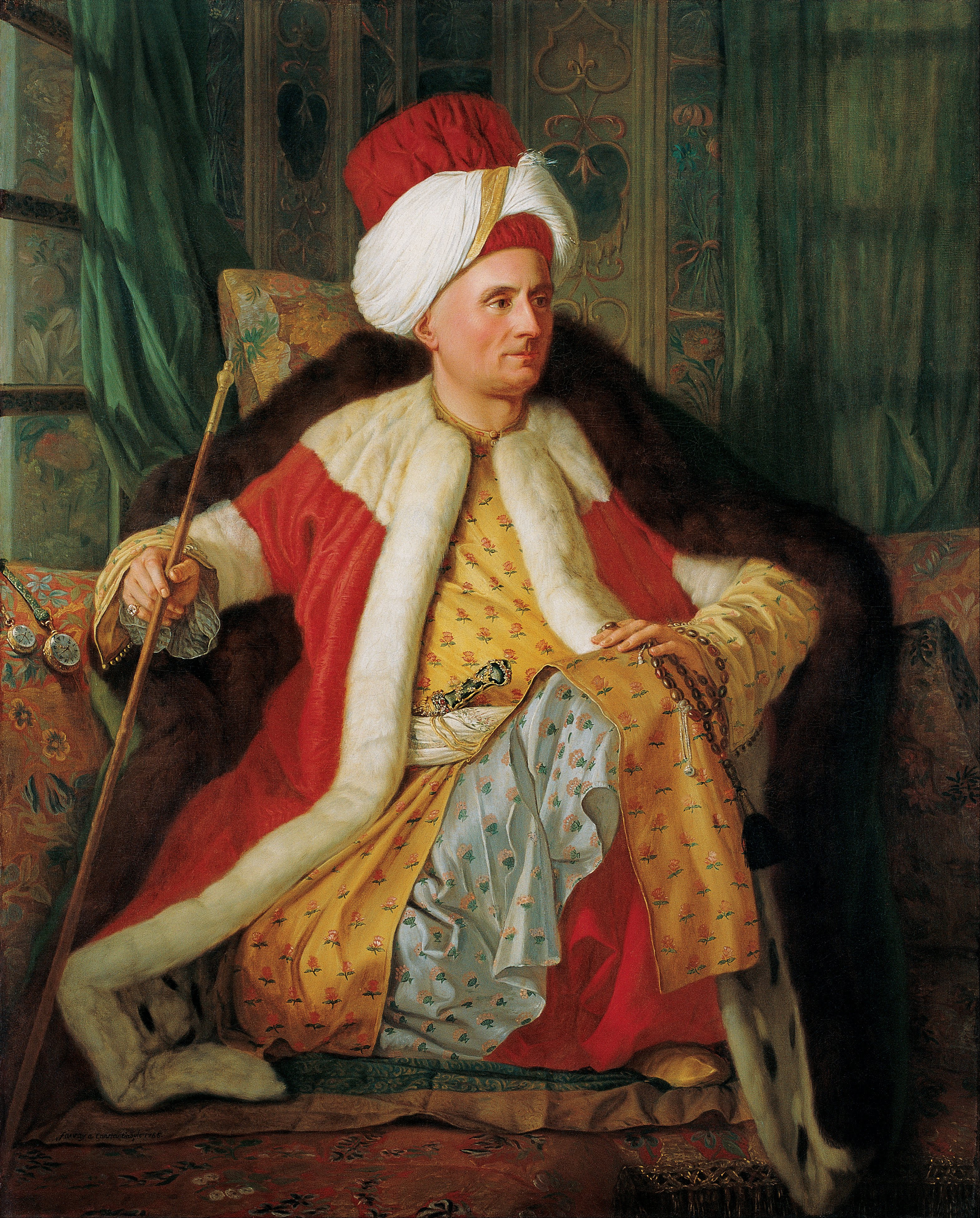
سفیر امپراتوری فرانسه شارل گراویه در لباس اشراف دربار عثمانی ۱۷۶۶ م. اثر آنتوان دو فاوری
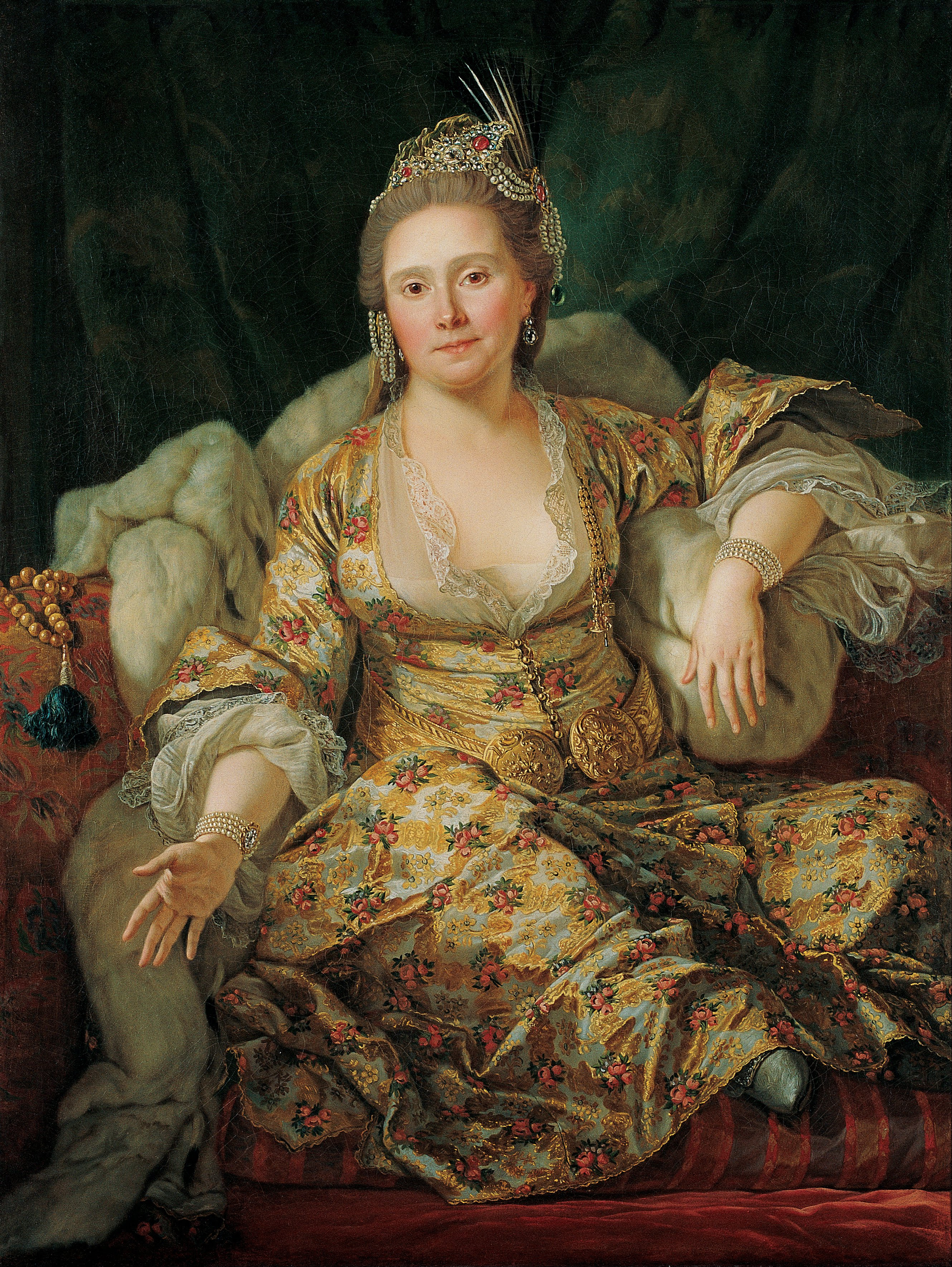
آن دوویویه، کُنتسِ ورجنس، در لباس اشراف دربار عثمانی نیمهٔ دوم سدهٔ ۱۸ م. اثر آنتوان دو فاوری
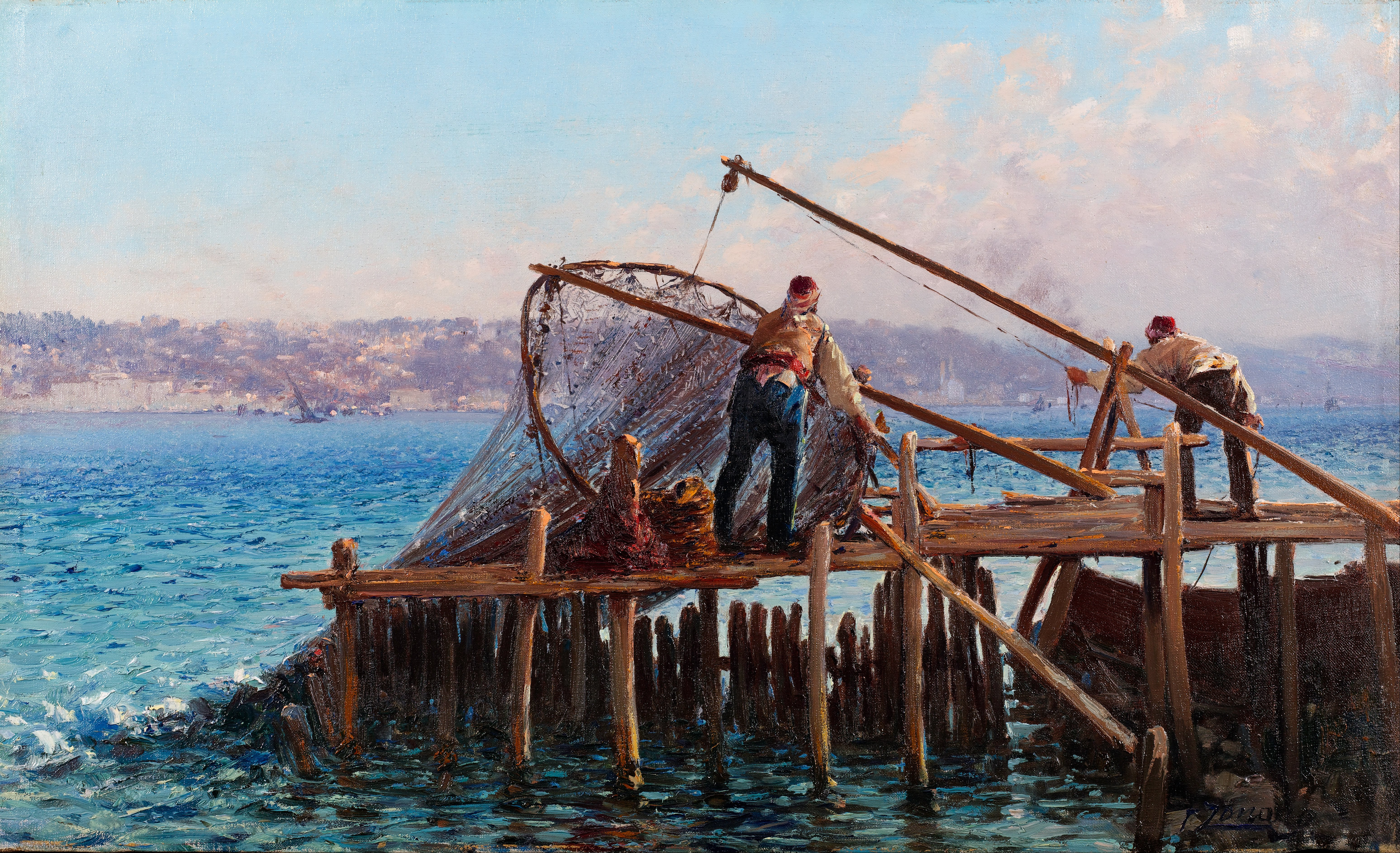
ماهی‌گیرانِ محلهٔ بِبِک استانبول اثر فائوستو زونارو
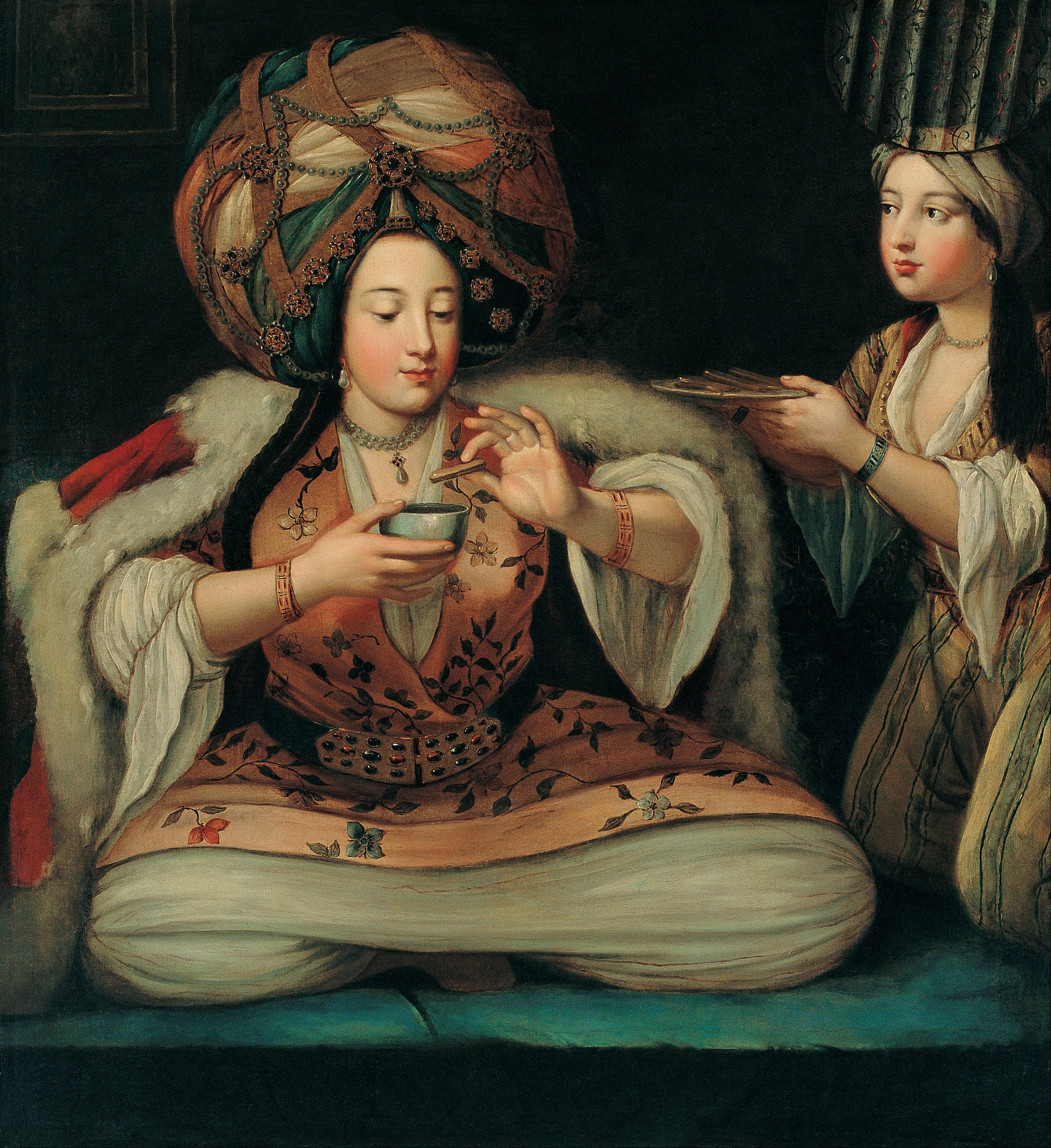
لذت قهوه نیمهٔ اول سدهٔ ۱۸ م. هنرمند نامعلوم
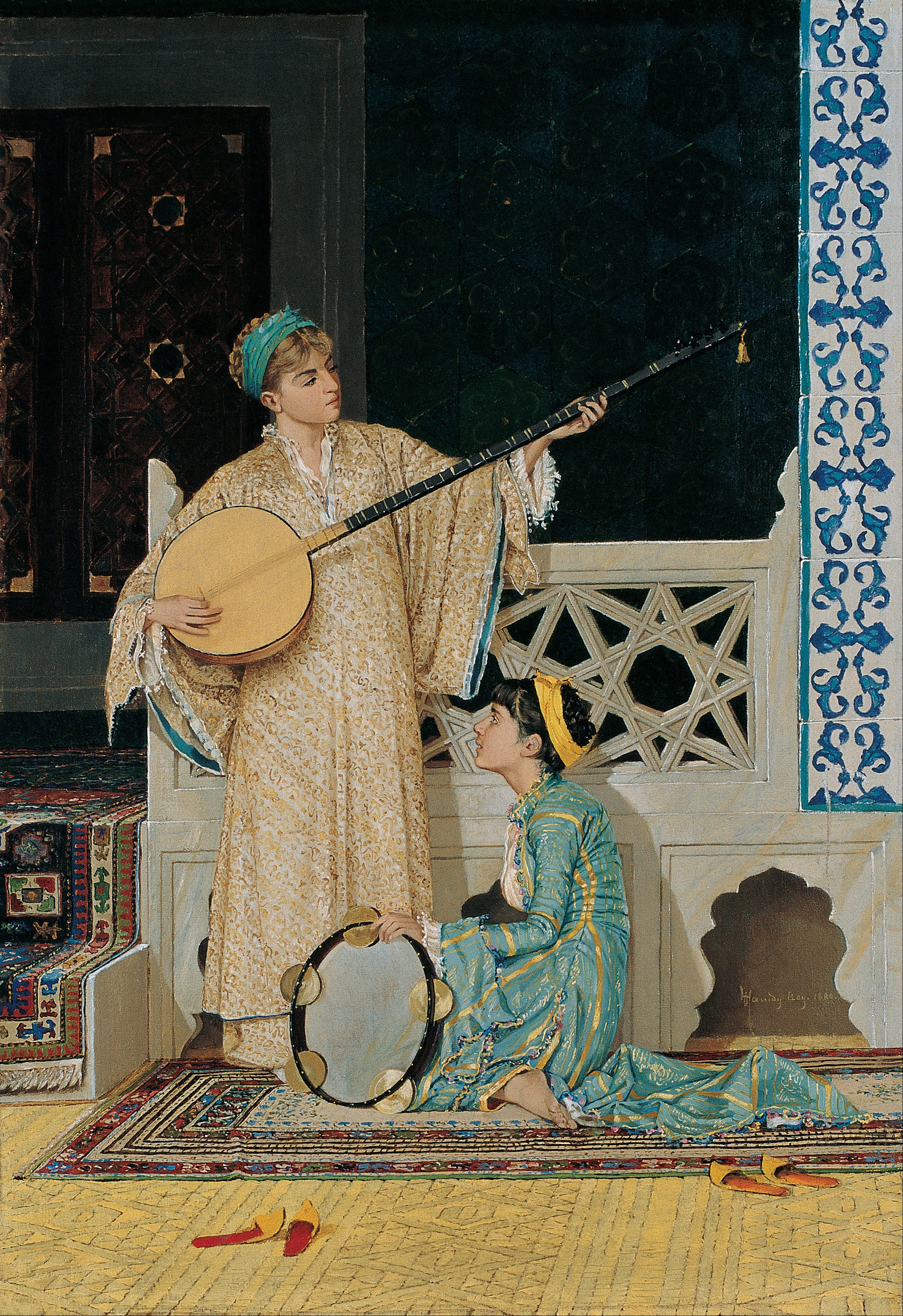
دو دختر نوازنده
۱۸۸۰ م.
اثر عثمان حمدی‌بیگ